# Fjodor Ivanovič Sojmonov
Fjodor Ivanovič Sojmonov (rusky Фёдор Иванович Соймонов, 1692, Moskva – 22. července 1780, Moskva) byl ruský námořní důstojník, kartograf, hydrograf, cestovatel, senátor a později gubernátor Sibiře.

## Životopis

### Mládí
Narodil se v roce 1692 ve staré šlechtické rodině Sojmonovů, jeho otec byl Ivan Afanasjevič Sojmonov.
V roce 1708 nastoupil Fjodor Sojmonov na Moskevskou matematicko-navigační školu. Na žáky školy byly kladeny vysoké nároky nejen studijní, ale také po stránce disciplíny, která byla vyžadována rákoskou a bičem. Sojmonov absolvoval školu během tří let a jako jeden z nejlepších absolventů byl zařazen mezi cizince - absolventy, kteří měli odejít do zahraničí pokračovat ve studiu. Tři roky žil v Nizozemí, kde studoval námořní umění. Po třech letech v Nizozemí se naučil plynule nizozemsky, německy a latinsky, dokonale zvládl námořní plavbu a získal hodnost mičmana. Mladý šlechtic nepohrdl ani tou nejtěží prací na lodi a snažil se v praxi zvládnout všechny základy své profese.
V roce 1715 se Fjodor Sojmonov vrátil do vlasti a byl poslán na 64dělovou řadovou loď Ingermanland plující ve vodách Baltu.

### Expedice do Kaspického moře
V roce 1719 byl v hodnosti poručíka Sojmonov odeslán na přímý pokyn cara Petra I. na Kaspické moře, aby v rámci expedice vedené Nizozemcem Karlem Verdenem vybral spolehlivou obchodní cestu z Moskvy do samého srdce Střední Asie a dále na východ. Fjodor Sojmonov se několik měsíců plavil po Kaspickém moři, sestavoval mapu a popis západního a jižního pobřeží moře, měřil hloubku vod. Sojmonovova práce byla ve spolupráce s Karlem Verdenem, topografem Kožinem, knížetem Vasilijem Urusovem a poručíkem Pierrem de Fremery dokončena a publikována až v roce 1726. V letech 1731 a 1754 Sojmonovovi vyšly ještě další dvě knihy o Kaspickém moři.

### Námořní léta a vyhnanství
V roce 1722 se nadporučík Sojmonov zúčastnil tažení do Persie a bojoval v perských provinciích při Kaspickém moři. V létě 1722 při zastávce v Kazani, na cestě ke Kaspickému moři, Sojmonov probíral s carem Petrem I. zprávy o bohatství Kamčatky a Kurilských ostrovů objevených kozáky. Sojmonov doporučil caru, aby svou pozornost upřel především na Kamčatku, že přítomnost ruského námořnictva tam bude mnohem užitečnější než kdekoliv jinde.
V roce 1727 byl přeložen z Kaspického moře na Balt.
Roku 1731 vyšel Sojmonovovi atlas Kaspického moře, který sestával z osmi map a byl používán několik následujících desetiletí. Byl to první ruský atlas Kaspického moře.
V roce 1734 se zúčastnil pod velením admirála Gordona obléhání Gdaňska. Ve stejném roce byl jmenován do Admiralitního kolegia přičemž dohlížel nad sestavováním podrobných výkazů o současných výdajích námořní pokladny. Našel řadu chyb a neoprávněného plýtvání ze strany předsedy kolegia (funkce odpovídala ministru námořnictva) hraběte Nikolaje Fjodoroviče Golovina, ve kterém si tak získal velkého nepřítele a kritika. V roce 1734 Sojmonovovi vyšel atlas Baltského moře.
V roce 1736 byl Sojmonov odvolán z námořnictva a nastoupil na pozici prokurátora Admiralitního kolegia. Byl vyslán na Sibiř, aby prověřil zneužívání pravomocí tamními soudci. V roce 1738 byl Sojmonov povýšen do hodnosti generálmajora a stal se hlavním prokurátorem ruského Senátu. V roce 1739 byl povýšen do hodnosti viceadmirala a stal se viceprezidentem Admiralitního kolegia. Objevoval stále více případů zneužívání vládních peněz, upozorňoval na ně. Za to si získával stále více nepřátel, kteří o něm rozhlašovali pomluvy, že přijímá úplatky, že zpronevěřil vládní peníze. V roce 1740 se stal jedním z hlavních členu tzv. Volynského kroužku okolo ruského ministra Volynského. Tento kroužek diskutoval o projektech vnitřní rekonstrukce, prosazoval odstranění ruských Němců od moci, posílení pozice šlechty a zvažoval zlepšení ruské ekonomiky. Měli řadu nepřátel, zejména Ernsta Johanna von Birona, regenta nezletilého cara. Von Biron dosáhl zatčení většiny členů Volynského kroužku, členové byli obviněni ze spiknutí proti carovi, mučeni a někteří z nich popraveni. Sojmonov byl zbaven všech práv a řádů, zbičován a vyhoštěn na tvrdé práce v Ochotsku. V Ochotsku byl Sojmonov vězněn až do nástupu carevny Alžběty Petrovny, která zrušila jeho vyhnanství, ale nevrátila mu zpět hodnosti ani řády. Poté Sojmonov žil více než deset let ve vesnici Volosovo u Moskvy, aniž by zastával jakýkoliv úřad nebo pozici.

### Politická kariéra, Sibiř a smrt
V roce 1753 sibiřský gubernátor Vasilij Alexejevič Mjatlev přesvědčil Sojmonova, aby vedl expedici k prozkoumání povodí Šilky a Amuru, hlavním úkolem bylo nalezení nejvýhodnější vodní cesty ze Zabajkalska k Tichému oceánu. Během let 1753–1757 shromáždil Sojmonov mnoho geografického, etnografického a přírodovědného materiálu, organizoval rybolov na Amuru a v Tichém oceánu. Jako první se pokusil o geografické rajonování Sibiře. Vybíral místa pro zakládání budoucích osad v povodí Amuru.
V roce 1757 byl gubernátor Mjatlev odvolán ze své pozice a jmenován velitelem eskadry na Baltu. Místo Mjatleva se novým gubernátorem Sibiřské gubernie stal Sojmonov. Úřad gubernátora (tedy správce) Sibiře zastával až do roku 1763. Jeho vedení Sibiře se vyznačovalo lidskostí a zájmem o potřeby Sibiře, stejně jako aktivním bojem proti korupci a plýtvání vládními penězi. Založil námořní školu v Ochotsku, postavil maják a přístav u Bajkalského jezera, nařídil stavbu mnoha lodí v Tichém oceánu, financoval ruské výzkumné expedice na Sibiři a v Pacifiku. Pro potřeby sibiřského lesnictví vymyslel pilu poháněnou koňskou silou, kterou si nechal v roce 1763 patentovat. V roce 1758 založil Geodetickou školu v Tobolsku. V Senátu roku 1760 podporoval udržování mírových vztahů s Čukči. V roce 1762 dostal Řád svatého Alexandra Něvského.
V roce 1763 carevna respektovala druhou žádost 70letého šlechtice o penzionování a mohl odejít z funkce gubernátora. 14. března 1763 dorazil Fjodor Ivanovič ze Sibiře do Moskvy a již ji nikdy neopustil.
V letech 1763-1766 byl ruským senátorem a měl na starosti sibiřskou politiku ve vládě.
Na jaře 1766 rezignoval na svou senátorskou funkci a rozhodl se stáhnout na svůj statek ve vesnici Volosovo. Carevna nařídila vyplácet mu plný plat až do jeho smrti. Zbytek svých dnů neúnavně pracoval na eseji Historie Petra Velikého.
Zemřel 22. července 1780 na svém statku, ve věku 88 let, a pohřben byl ve Vysockém klášteře.

## Rodina
Sojmonov se oženil v roce 1728 nebo 1729 s Darjou Ivanovnou Otjajevovou, dcerou stolníka Ivana Vasiljeviče. Manželé spolu měli tyto děti:
- Alexandra (1728–1737)
- Michajla (1730–1804) – ruský přírodovědec, hlavní organizátor ruské těžby, senátor
- Jurije (1733–???) – státní rada
- Afanasie (1734–???) – ruský důstojník
- Annu (1738–1799)
- Marii

## Památka
- je po něm pojmenována vesnice v Serpuchovově oblasti
- ulice Sojmonovský průjezd v Moskvě
- Sojmonovská zátoka v Kaspickém moři nedaleko Turkmenbaši